# Вооремаа
Вооремаа (ест. Vooremaa) — ландшафтний заповідник в Естонії.
Заповідник заснований в 1964 р. Площа його становить близько 10 тис. га. Вооремаа є історичною назвою території між містами Йигева і Тарту, що відрізняється своєрідними природними особливостями. На даній території набули широкого поширення численні друмліни, в улоговинах між якими розташовуються озера, найбільше з яких — Саад'ярв. Від слова друмлін (ест. Voored) і утворено назву Вооремаа. Унікальний друмлінний ландшафт є об'єктом особливої охорони.
Довжина друмлінів, розташованих паралельно і групами і борознами, що перемежовуються, тут в середньому від 2 до 5 км, відносна висота близько 25 м. Найвищий пагорб Лаюсе знаходиться на схід від міста Йигева (144 м над р.м.). Вооремаа розташований в межах повітів Йигевамаа і Тартумаа. Велика частина території заповідника знаходиться в повіті Йигевамаа.